# Juan José Arévalo
Juan José Arévalo (Taxisco, 10 settembre 1904 – Città del Guatemala, 8 ottobre 1990) è stato un politico guatemalteco.
È stato il Presidente del Guatemala dal marzo 1945 al marzo 1951.